# Stor nunneört
Stor nunneört (Corydalis solida) är en art i familjen vallmoväxter.